# Oligoryzomys fulvescens
Oligoryzomys fulvescens é uma espécie de roedor da família Cricetidae. Pode ser encontrada no Brasil, Peru, Equador, Colômbia, Venezuela, Guiana, Suriname, Guiana Francesa, Panamá, Costa Rica, Nicarágua, Honduras, Guatemala, El Salvador, Belize e México.